# Said Al-Khatry
Said Mubarak Marhoon Al-Khatry (ar. سيد مبارك مرهون الخاتري; ur. w 1947) – omański strzelec, olimpijczyk. 
Brał udział w igrzyskach olimpijskich w 1984 (Los Angeles). Wystartował tylko w konkurencji pistoletu szybkostrzelnego z odl. 25 m, w której zajął 44. miejsce. 
Al-Khatry wielokrotnie startował w zawodach Pucharu Świata, jednak bez większych sukcesów.

## Wyniki olimpijskie
| Igrzyska | Konkurencja                   | Wynik                 | Miejsce    | Źródło |
| -------- | ----------------------------- | --------------------- | ---------- | ------ |
| IO 1984  | Pistolet szybkostrzelny, 25 m | 566 punktów (279-287) | 44 (na 55) | [ 1 ]  |